# Device Forts
Els Device Forts (literalment, forts defensius) són una xarxa de fortificacions construïdes al llarg de la costa sud d'Anglaterra com a part de l'estratègia defensiva desenvolupada personalment per Enric VIII en dues fases; la de 1539 i la de 1544. Moltes d'aquestes fortificacions van ser utilitzades durant la Guerra civil anglesa i posteriorment reforçades durant les Guerres napoleòniques i la Segona Guerra Mundial.

## Primera fase
Els primers forts del programa van ser dissenyats amb planta concèntrica, bastions semicirculars i amb un perfil baix, per reduir així al màxim els danys produïts per l'artilleria, com els de Deal, Sandown (Kent) i Walmer, construïts per protegir a les The Downs, les rades properes al pas de Calais.

## Segona fase
La segona fase, a partir de 1544, incorpora nous desenvolupaments defensius, com l'anomenada traça italiana, desenvolupada a Itàlia a la fi del segle xv i principis del xvi, que Enric VIII incorpora per primera vegada en el disseny del castell de Southsea (1544).